# 学研トイズ
株式会社学研トイズ（がっけんトイズ、Gakken Toys  Co.,Ltd.）は、日本の出版社・学習研究社（現・学研ホールディングス）の完全子会社としてかつて存在した玩具メーカーである。

## 概要
- 元来、学研ブランドの玩具・ファンシーグッズ製品は知育ホビー事業部→分社化し「学研トイホビー」が請け負っていたが、その学研トイホビーが2006年3月に分離し、ファンシーグッズは学研ステイフルに、玩具事業は当社にそれぞれ分割し設立した。
- 主な事業として児童向けのキャラクター玩具・生活支援のほか、脳の活性をテーマにした商品の開発を進めていたが、2008年3月末をもって会社清算された。

### 地球儀表記問題
学研トイズが2007年に発売した地球儀「スマートグローブ」において、台湾を「中華民国」とせず「中華人民共和国の領土・台湾島」と表記した。また、日本で発行される地図では日本政府の見解に基づき「日本・ロシアのいずれにも属さない地域」として白表記とするのが通例である樺太（サハリン）の南半分や北方領土以北の千島列島を、ロシア領として色分けした。
学研トイズでは「工場が中国にあるため『台湾』ないし『中華民国』表記のままでは輸出許可が下りなかった」と、背景に中国政府の圧力があったことを認めている。
2008年1月10日、マスメディア各社の報道直後に学研トイズはこの地球儀の販売を中止した。また、販売した分は返品すれば返金に応じる方針である。